# Шмідт Юрій Маркович
Юрій Маркович Шмідт (рос. Юрий Маркович Шмидт, 10 травня 1937, Ленінград — 12 січня 2013, Санкт-Петербург) — російський адвокат і правозахисник.
Брав участь у багатьох політичних процесах, зокрема, він протягом багатьох років відстоював інтереси Михайла Ходорковського.
Виступав захисником у ряді інших гучних справ, зокрема у справі про вбивство Галини Старовойтової й в справі про вбивство Сергія Юшенкова (в обох справах представляв інтереси сімей убитих).
Відзначений низкою нагород, в тому числі премією Міжнародної ліги прав людини, в 1997 році отримав титул «Адвокат року» й вищу юридичну премію Росії Феміда.